# Großgeschwenda
Großgeschwenda ist ein Ortsteil von Probstzella im Landkreis Saalfeld-Rudolstadt in Thüringen.

## Geografie
Weithin sichtbar auf 600 Meter über NN liegt Großgeschwenda auf der sogenannten Steinernen Heide. Dieses Hochplateau des Thüringer Schiefergebirges ist die Wasserscheide zwischen Loquitz und Sormitz. Der Talbach entspringt im Ort. Die landwirtschaftliche Nutzfläche umfasst 625 Hektar.

## Geschichte
Das jetzt mit 177 Einwohnern besiedelte Dorf wurde erstmals 1388 urkundlich genannt.
Ab 1388 gehörte das Dorf zum Kloster Saalfeld. Nach 1858 mussten immer noch jährlich 60–70 Schafe abgegeben werden. Viehzucht hatte den Vorrang, weil der Ackerbau wegen des flachgründigen Bodens zu mühsam war. Es gab im Dorf Bauern, einige Weber, Schieferdecker und Schneider.
Die Kirche steht am Westrand des Ortes. 1729 gab es im Dorf den ersten Lehrer.
Der Tourismus wird nach wie vor gefördert.